# Wadi asch-Schuwaimiyya

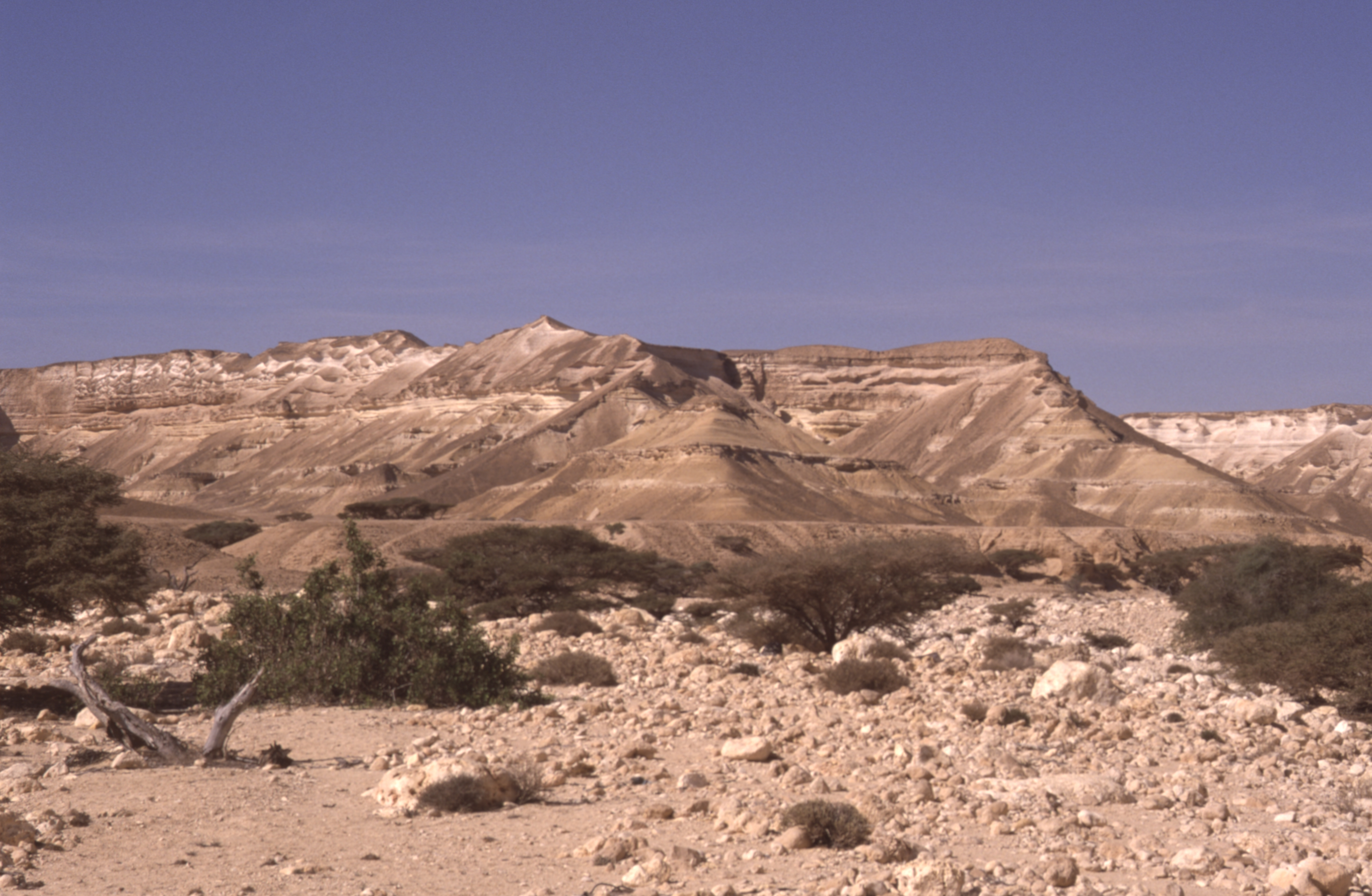
Wadi asch-Schuwaimiyya (2001)

Das Wadi asch-Schuwaimiyya (arabisch وادي الشويمية, DMG Wādī š-Šuwaimiyya) ist ein unberührtes und touristisch kaum erschlossenes Trockental im Süden des Sultanats Oman. Es mündet beim gleichnamigen Dorf asch-Schuwaimiyya, das rund 180 Kilometer nordöstlich von Salala an der Küste liegt, in den Indischen Ozean. Das rund 30 Kilometer lange Tal hat sich tief ins Kalkstein-Plateau des Hinterlands der Küste an den nordöstlichen Ausläufern des Dhofar-Gebirges eingegraben. Anfangs noch recht breit, wird es im Verlauf immer enger.
Das Wadi asch-Schuwaimiyya ist unbewohnt und nur schwierig zu erreichen. Der Talboden wird durch Kieslandschaften dominiert. Gesteinsformationen – darunter auch ein erstarrter Travertin-Wasserfall – umgeben eine unberührte Natur. Palmenhaine und Wasserbecken mit Schilfrohr ziehen viele Tiere – insbesondere Vögel – an.